# MBSウイークエンドスペシャル
『MBSウイークエンドスペシャル』（エムビーエスウィークエンドスペシャル）は、毎日放送（MBSテレビ）で土曜日の13:54 - 16:00（JST）に編成されているテレビ放送枠（単発特別番組枠）の総称である。
2021年度までは、最長で13:54 - 17:00に放送枠を設定。2021年4月10日から2022年3月26日までは、この放送枠を『土曜のよんチャンTV』（生放送の情報番組）へ充てる週があった。2022年4月30日から2023年3月26日まで『三度の飯よりアレが好き!』（自社制作番組）を土曜日の16:00 - 17:00にレギュラーで編成することに伴って、当番組の放送枠を短縮。同年10月1日からは、長年にわたって平日の深夜に編成していた『ごぶごぶ』の放送枠を14時台・『痛快!明石家電視台』の放送枠を15時台に移動させることを受けて、当番組は不定期での編成に再び移行している。

## 主なコンテンツ
- スポーツ中継 - 『S☆1 BASEBALL』（阪神タイガースなどのプロ野球中継）やJNN系列各局制作によるプロゴルフ中継（JNN全国ネット）など
- 特選ミステリー劇場 - TBSテレビ制作『月曜ミステリー劇場』→『月曜ゴールデン』枠で放送された2時間ドラマの再放送
- TBSテレビ及び毎日放送制作によるスペシャルドラマ・期首特番の再放送
- TBSテレビ制作のバラエティ番組（『マツコの知らない世界』『水曜日のダウンタウン』など）の再放送
- 毎日放送制作番組（『コトノハ図鑑』など）の再放送
- MBSが土曜日の当枠までに編成している『せやねん!』『よしもと新喜劇』から派生した特別番組
- 吉本興業のタレントがメインの特別番組
- JNN基幹局及びJNN地方局制作による特別番組（JNN全国ネット。毎日放送も不定期で土曜午後に放送する全国ネットの特番を制作）

### 備考
- MBSが平日の午後に自社制作で『ちちんぷいぷい』『ミント!』を放送していた2021年3月までは、両番組から派生した特別番組を編成することがあった。
- 毎日放送アナウンサー室の制作で2018年7月から2020年3月までレギュラーで放送された『コトノハ図鑑』については、当枠におけるスポーツ中継のフィラー番組や雨傘番組として編成されることが多い。
- 『東大王』が日曜夜間のネットセールス番組から水曜夜間のローカルセールス番組へ移行した2018年10月改編以降は、水曜日の19 - 21時台（通常はレギュラー放送枠の19時台に自社制作番組『水野真紀の魔法のレストラン』を編成） に『東大王』スペシャル版の同時ネットを随時実施する一方で、未放送分を遅れネット方式で組み込むパターンも定着していた（レギュラー版の場合は主に14時台で編成）。
- スポーツ中継やJNN全国ネットの特別番組（TBSテレビが長時間にわたって制作する生放送番組『音楽の日』など）については、『土曜のよんチャンTV』を定期的に放送していた2021年度も、『土曜のよんチャンTV』を休止（または短縮）したうえで随時放送。スポーツ中継を予定している週には、『土曜のよんチャンTV』を雨傘番組に設定しなかったため、中継予定の試合が中止の場合には他番組の再放送に切り替えていた。『東大王』の未放送分については、2021年4月から2022年9月まで「サンデースペシャル」内で遅れネットを随時実施していたほか、水曜日の夜間にTBSテレビが制作する特別番組の放送枠（3時間か4時間枠）の前半を『魔法のレストラン』の2時間スペシャルに充てる場合にレギュラー（1時間）版をフィラー番組として編成している。
  - 『土曜のよんチャンTV』は、上記の編成の影響で放送の間隔・時間や視聴率が安定しないまま、2022年3月26日放送分で終了した[1]。その一方で、同年4月30日からは『三度の飯よりアレが好き!』を16時台にレギュラーで放送。阪神戦のデーゲーム中継枠を17:00まで設定する週や、全国ネット向け生放送番組の同時ネットを16時台で実施する週には、『土曜のよんチャンTV』と同様の休止措置を講じていた。
- 毎日放送では2022年の10月改編から、「土曜はめっちゃバラエティー!!」と銘打って、土曜日午後の番組編成を大幅に変更。土曜日の朝9時台から当番組直前の時間帯（13時台）まで『せやねん!』と『よしもと新喜劇』を長年放送していることを背景に、改編前まで火曜日の深夜（水曜日の未明）に放送されてきた『ごぶごぶ』を『よしもと新喜劇』の直後（14時台）、1990年4月のスタートから一貫して月曜日の深夜（火曜日の未明）に本放送を実施してきた『痛快!明石家電視台』を15時台にレギュラーで編成する方針を打ち出した[2]。
  - 2022年9月の土曜日には、上記の改編に向けたPRを兼ねて、14時台を『ごぶごぶ』・15時台を『明石家電視台』の再放送に充当。改編後の第1週（10月1日）には、『よしもと新喜劇』とのコラボレーションによる『明石家電視台』のスペシャル番組を1時間半枠で放送した。
  - 上記のスポーツ中継やJNN加盟局制作の特別番組は改編後も随時放送されるため、放送が決まっている週には、放送時間に応じて『ごぶごぶ』『明石家電視台』から少なくとも一方の番組を休止している。
  - 2023年の4月改編では、『三度の飯よりアレが好き!』を終了させる一方で、土曜日に早朝（5:45スタートの『MBS NEWS DIG』）から15時台の『明石家電視台』まで最長で10時間15分連続で自社制作番組を放送できる体制へ移行した。このため、スポーツ中継や特別番組を編成しない週には、『三度の飯よりアレが好き!』を放送していた16時台を『推しといつまでも』（東京支社制作の全国ネット番組）や『水曜日のダウンタウン』（浜田雅功が『ごぶごぶ』と並行しながらMCを担当しているTBSテレビ制作の番組）の再放送に充てている。